# Caulanthus cooperi
Caulanthus cooperi là một loài thực vật có hoa trong họ Cải. Loài này được (S.Watson) Payson mô tả khoa học đầu tiên năm 1922 publ. 1923.